# Artur Lehmann
Artur „Tute“ Lehmann (* 18. Juli 1895 in Berlin; † 25. Januar 1974) war ein deutscher Politiker (KPD/SED) und Gewerkschafter.

## Leben
Lehmann, Sohn einer Arbeiterfamilie, verbrachte seine Kindheit auf einem Spreekahn. Er selbst arbeitete als Gärtner und Kürschner. Von 1914 bis 1917 war er Soldat im Ersten Weltkrieg. Wegen antimilitaristischer Betätigung wurde er 1917 zu viereinhalb Jahren Festungshaft verurteilt und blieb bis zur Novemberrevolution in der Landesfestung Ingolstadt eingesperrt. Lehmann nahm als Delegierter des Roten Soldatenbundes am Gründungsparteitag der KPD in Berlin teil.
Seit Ende 1918 war Lehmann bei der Eisenbahn beschäftigt. Im Rahmen der KPD-Aktion „Hände weg von Sowjetrussland“ bildete Lehmann 1920 mit weiteren Genossen Kontrollausschüsse auf Berliner Bahnhöfen, um den Transport von Waffen und Munition für die polnischen Weißgardisten zu verhindern, die im Polnisch-Sowjetischen Krieg gegen den jungen Sowjetstaat kämpften. Von 1923 bis 1925 war er hauptamtlicher Sekretär des Freien Eisenbahner-Verbandes in Berlin, danach Leiter des Roten Frontkämpferbundes in Berlin-Mitte.
Im März 1933 wurde er verhaftet und in ein Konzentrationslager verbracht. Nach seiner Freilassung emigrierte er 1934 über Prag in die Sowjetunion. Von 1934 bis 1941 arbeitete er in Moskau als Kürschner und als Instrukteur der Komintern im Internationalen Seemannsklub in Leningrad. Von 1941 bis 1946 leistete er Propagandaarbeit in verschiedenen Kriegsgefangenenlagern.

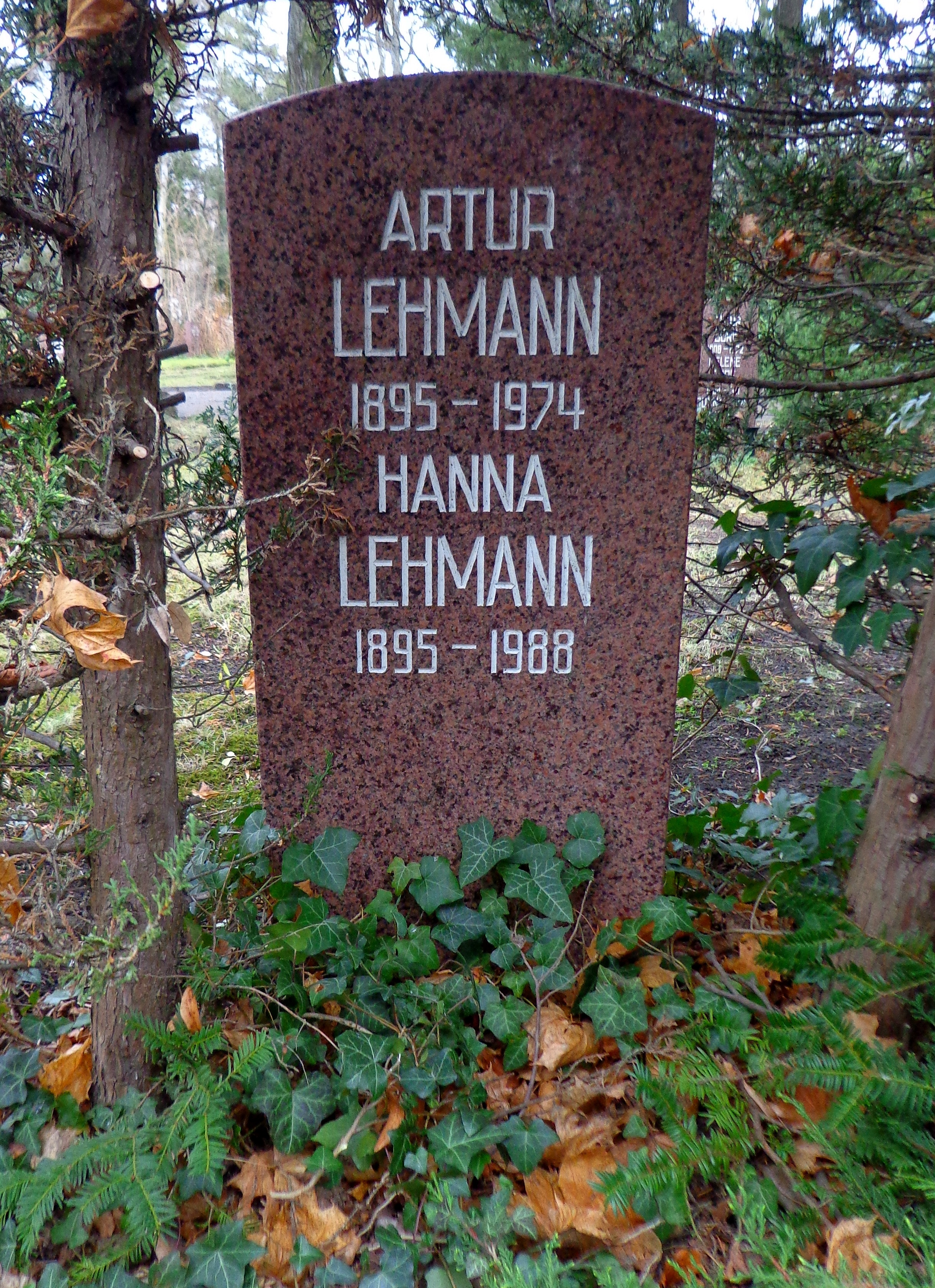
Grabstätte

Im April 1946 kehrte Lehmann nach Deutschland zurück und wurde bis August 1948 Sekretär des SED-Unterbezirks Berlin-Mitte. 1948/1949 war er Vizepräsident der Berliner Volkspolizei; im März 1949 wurde er durch Richard Gyptner ersetzt und war dann führender Funktionär bei der Reichsbahndirektion, zunächst Vorsitzender der SED-Parteileitung bei der Reichsbahn, dann von 1952 bis 1960 Reichsbahn-Direktor und schließlich Leiter der Politischen Verwaltung der Reichsbahn-Bauunion.
Lehmanns Urne wurde in der Grabanlage Pergolenweg des Berliner Zentralfriedhofs Friedrichsfelde beigesetzt.

## Auszeichnungen
- Lehmann erhielt 1958 den Vaterländischen Verdienstorden in Silber.

## Hanna Lehmann
Artur Lehmann war seit Dezember 1920 mit der Näherin Hanna (* 15. Oktober 1895; † 1988) verheiratet. Sie selbst war seit 1923 Mitglied der KPD. Nach der „Machtergreifung“ war sie illegal für die Rote Hilfe Deutschlands und die Internationale Arbeiterhilfe in der Kartonfabrik Gebrüder Schauerhammer in Berlin-Mitte tätig. Von 1935 bis 1946 war sie auf Anweisung der KPD-Landesleitung in der Emigration in der Sowjetunion. 1976 wurde sie ebenfalls mit dem Vaterländischen Verdienstorden ausgezeichnet. Sie wurde 1988 auf dem Zentralfriedhof Berlin-Friedrichsfelde, Pergolenweg beigesetzt.